# Serial internetowy

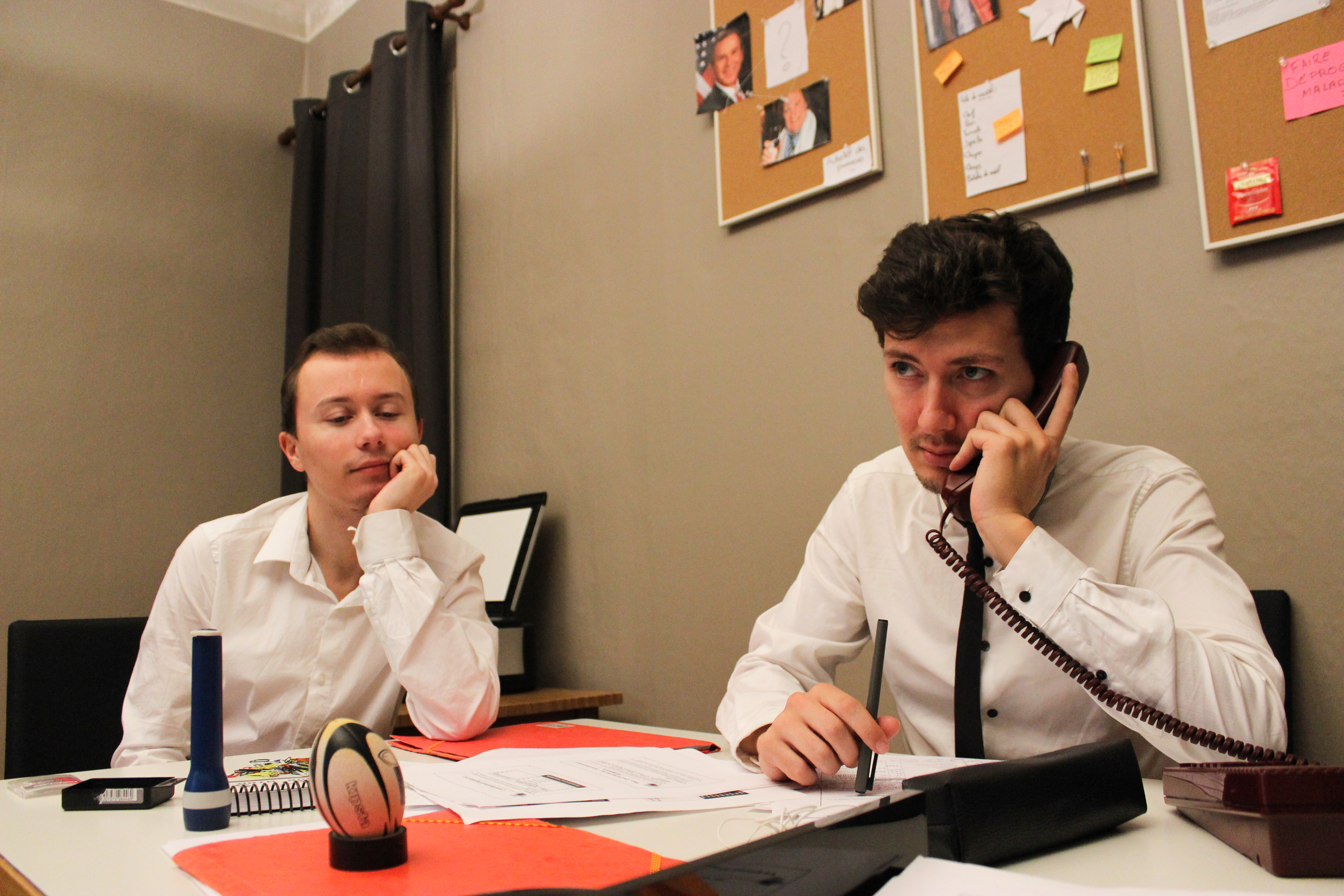
Kadr z serialu internetowego SDI – Stagiaire à Durée Indéterminée

Serial internetowy – rodzaj serialu, który jest dystrybuowanego za pomocą internetu. Produkcje takie są dostępne np. na YouTube, w przeciwieństwie do seriali telewizji internetowych.

## Charakterystyka
Czas trwania odcinka jest różny dla każdej produkcji, podobnie jest z liczbą odcinków. W odróżnieniu od serialu telewizyjnego, czas emisji odcinka serialu internetowego nie zawsze jest stały. Seriale takie tworzone są zarówno przez amatorów, jak i przez profesjonalistów. Przykładem takiej produkcji jest amerykański miniserial internetowy Agenci T.A.R.C.Z.Y.: Slingshot, wyprodukowany w oparciu o komiksy wydawnictwa Marvel Comics. Seriale anime rozpowszechniane w ten sposób nazywane są ONA.